# S102 (Almere)
De s102 was een stadsroute in Almere die de rijksweg A6 met Almere Haven verbond. Deze stadsroute bestond uit drie wegen: de Paralleldreef, de Noorderdreef en de Oosterdreef.
De weg begon op het kruispunt met de s101, vlak bij de voormalige aansluiting 3 van de A6 (thans knooppunt Gooimeer), en liep vervolgens aan de noordzijde parallel aan de A6; vandaar de naam Paralleldreef. De weg kruiste daarna de A6 bij aansluiting 4 en vervolgde zijn traject als Noorderdreef in de richting van Almere Haven. De weg ging dan tot slot, onder de naam Oosterdreef, noordelijk en dan oostelijk om Almere Haven heen en eindigde in de haven.
  ·   ·   ·   ·   · 